# Страсбур-Кампань
Страсбу́р-Кампа́нь или дословно Страсбур-пригород (фр. Strasbourg-Campagne, [stʁa.zbuʁ]) — упразднённый округ во Франции, один из округов в регионе Эльзас. Департамент округа — Нижний Рейн. Префектура — Страсбур. Население округа на 2006 год составляло 276 549 человек. Плотность населения — 404 чел./км². Площадь округа составляла 684 км².

## Состав округа
В составе округа до марта 2015 года было 8 кантонов:
- Бишайм
- Брюмат
- Гайспольсайм
- Илькирш-Граффенштаден
- Мюндольсайм
- Ошфельден
- Трюштерсайм
- Шильтигайм

В результате административной реформы в марте 2015 года упразднён и объединён с округом Страсбур-Виль (дословно Страсбур-город) в округ Страсбур. Часть кантонов упразднена (Бишайм, Гайспольсайм, Мюндольсайм, Ошфельден, Трюштерсайм), а остальные — переданы в состав вновь созданных округов Агно-Висамбур и Страсбур (Брюмат, Илькирш-Граффенштаден, Шильтигайм).